# K/DA
 (octobre 2021).
La mise en forme du texte ne suit pas les recommandations de Wikipédia : il faut le « wikifier ».
Les points d'amélioration suivants sont les cas les plus fréquents. Le détail des points à revoir est peut-être précisé sur la page de discussion.
- Les titres sont pré-formatés par le logiciel. Ils ne sont ni en capitales, ni en gras.
- Le texte ne doit pas être écrit en capitales (les noms de famille non plus), ni en gras, ni en italique, ni en « petit »…
- Le gras n'est utilisé que pour surligner le titre de l'article dans l'introduction, une seule fois.
- L'italique est rarement utilisé : mots en langue étrangère, titres d'œuvres, noms de bateaux, etc.
- Les citations ne sont pas en italique mais en corps de texte normal. Elles sont entourées par des guillemets français : « et ».
- Les listes à puces sont à éviter, des paragraphes rédigés étant largement préférés. Les tableaux sont à réserver à la présentation de données structurées (résultats, etc.).
- Les appels de note de bas de page (petits chiffres en exposant, introduits par l'outil «  Source ») sont à placer entre la fin de phrase et le point final[comme ça].
- Les liens internes (vers d'autres articles de Wikipédia) sont à choisir avec parcimonie. Créez des liens vers des articles approfondissant le sujet. Les termes génériques sans rapport avec le sujet sont à éviter, ainsi que les répétitions de liens vers un même terme.
- Les liens externes sont à placer uniquement dans une section « Liens externes », à la fin de l'article. Ces liens sont à choisir avec parcimonie suivant les règles définies. Si un lien sert de source à l'article, son insertion dans le texte est à faire par les notes de bas de page.
- La présentation des références doit suivre les conventions bibliographiques. Il est recommandé d'utiliser les modèles {{Ouvrage}}, {{Chapitre}}, {{Article}}, {{Lien web}} et/ou {{Bibliographie}}. Le mode d'édition visuel peut mettre en forme automatiquement les références.
- Insérer une infobox (cadre d'informations à droite) n'est pas obligatoire pour parachever la mise en page.

Pour une aide détaillée, merci de consulter Aide:Wikification.
Si vous pensez que ces points ont été résolus, vous pouvez retirer ce bandeau et améliorer la mise en forme d'un autre article.
K/DA est un groupe de k-pop virtuel (en) inspiré par les Girl groups qui met en scène 5 personnages de l'univers de League of Legends : Ahri, Akali, Evelynn, Kai'Sa et Séraphine. Les chanteuses américaines Madison Beer, Jaira Burns et les membres de (G)I-dle Miyeon et Soyeon et Lexie Liu donnent respectivement leurs voix à Evelynn, Kai'Sa, Ahri, Akali et Séraphine.
Le concept de K/DA est basé sur le désir de Riot de créer plus de contenu musical dans le futur, avec des personnages choisis basés sur la k-pop. Le groupe a été promu au Championnat du monde de League of Legends et pour vendre des skins en jeu des personnages présents dans le groupe K/DA.

## Membres
- Ahri (voix par Miyeon ((G)I-dle) / Bekuh Boom) :Leader, depuis 2018
- Akali (voix par Soyeon ((G)I-dle) / Annika Wells) : Rappeuse principale, depuis 2018
- Evelynn (voix par Madison Beer / Bea Miler / Kim Petras) : Chanteuse principale, depuis 2018
- Kai'sa (voix par Jaira Burns / Wolftyla / Aluna / Bekuh Boom) : Danseuse principale, depuis 2018
- Seraphine (voix par Lexie Liu / Jasmine Clarke) : Chanteuse, depuis 2020

## Discographie

### EP
| Titre   | Détails | Classements | Classements | Classements |
| Titre   | Détails | FRA         | CAN         | USA         |
| ------- | --- | ----------- | ----------- | ----------- |
| All Out | - Date de sortie : 6 novembre 2020 - Labels : Riot Games, Stone Music Entertainment - Formats : Téléchargement, streaming | 186         | 65          | 176         |

### Singles
| Année                                                           | Titre       | Interprètes                                                         | Meilleures positions | Meilleures positions | Meilleures positions | Meilleures positions | Album      |
| Année                                                           | Titre       | Interprètes                                                         | COR                  | USA Dig.             | USA World            | MON                  | Album      |
| --------------------------------------------------------------- | ----------- | ------------------------------------------------------------------- | -------------------- | -------------------- | -------------------- | -------------------- | ---------- |
| 2018                                                            | Pop/Stars   | Madison Beer / (G)I-DLE (Soyeon & Miyeon) / Jaira Burns             | 39                   | 30                   | 1                    | *                    | Hors album |
| 2020                                                            | The Baddest | Bea Miller / (G)I-DLE (Soyeon & Miyeon) / Wolftyla                  | 178                  | 28                   | 1                    | *                    | All Out    |
| 2020                                                            | More        | Madison Beer / (G)I-DLE (Soyeon & Miyeon) / Lexie Liu / Jaira Burns | —                    | —                    | 1                    | 125                  | All Out    |
| "—" indique que le titre ne s'est pas classé dans cette région. |             |                                                                     |                      |                      |                      |                      |            |

### Autres chansons
| Année | Titre         | Interprètes                                                         | Album   |
| ----- | ------------- | ------------------------------------------------------------------- | ------- |
| 2020  | Villain       | Madison Beer / Kim Petras                                           | All Out |
| 2020  | Drum Go Dum   | Aluna / Bekuh Boom / Wolftyla                                       | All Out |
| 2020  | I'll Show You | TWICE (Nayeon, Sana, Jihyo & Chaeyoung) / Bekuh Boom / Annika Wells | All Out |

## Nomination et récompenses
| Année | Award                           | Catégorie                  | Nomination    | Résultat   | Ref.   |
| ----- | ------------------------------- | -------------------------- | ------------- | ---------- | ------ |
| 2019  | Game Audio Network Guild Awards | Best Original Song         | "Pop/Stars"   | Nomination | [ 10 ] |
| 2019  | 11th Shorty Awards              | Best in Games              | "Pop/Stars"   | Lauréat    | [ 11 ] |
| 2020  | QQ Music Boom Boom Awards       | Best Visual Idol           | K/DA          | Lauréat    | [ 12 ] |
| 2021  | Hollywood Music in Media Awards | Original Song – Video Game | "The Baddest" | Lauréat    | [ 13 ] |
| 2021  | Game Audio Network Guild Awards | Best Original Song         | "More"        | Lauréat    | [ 14 ] |
| 2021  | 13th Shorty Awards              | Best in Games              | "More"        | Finaliste  | [ 15 ] |
| 2021  | 13th Shorty Awards              | Best in Video              | "More"        | Lauréat    | [ 15 ] |
| 2021  | 25th Webby Awards               | Video – Music (Branded)    | "More"        | Lauréat    | [ 16 ] |